# Acanthamoeba keratitis
Az Acanthamoeba keratitis az Amoebozoa Acanthamoebidae kládjába tartozó parazita faj.

## Tudnivalók
Az Acanthamoeba keratitis a szaruhártya-gyulladás (keratitis) okozója. A betegség állandó látászavart, vagy vakságot eredményezhet.
Az Amerikai Egyesült Államokban ezt a betegséget majdnem mindig a kontaktlencse használata idézi elő, mivel az Acanthamoeba keratitis könnyedén megél a kontaktlencse és a szem közti kis résben. Ezért a kontaktlencséket használat előtt mindig fertőtleníteni kell. Úszáskor és hullámlovagláskor pedig azokat célszerű levenni a szemről.
Az Acanthamoeba keratitis-fertőzést nemcsak a kontaktlencse-használattól kaphatjuk el. A Föld számos részén számtalan oka lehet a megfertőződésnek.
Az élősködő kimutatásához agaragar-táptalajt tartalmazó Petri-csészébe Escherichia coli-„ágyat” készítünk, melybe egy kevés juhvért teszünk. Aztán ebbe belehelyezzük a megvizsgálandó kontaktlencsét. Ha az Acanthamoeba keratitis jelen van, akkor az amőba a kontaktlencse körül felfalja az E. colit. Ha nem kontaktlencsét kell megvizsgálni, akkor a polimeráz-láncreakció a legjobb megoldás az élősködő felfedezésére. A fertőzés felismerhető a fejlett vizenyőről és a szem elülső kamrájának felhősségéről is. A betegség későbbi stádiumában a szaruhártyán gyűrű alakú fekély jelenik meg.
Az élősködő jelenléte erős fájdalommal és látászavarral jár.
Pandoravirus-fajok fertőzhetik.

## Kezelése
Az egyik lehetséges ellenanyag a polihexanid (polihexametilén-biguanid-hidroklorid, PHMB).
A propamidin-izetionát szintén valamelyest hatásos.
Egy másik lehetséges ellenanyag a klórhexidin.
Szükség lehet szaruhártya-átültetésre is.
Felmerült a propamidin, a mikonazol-nitrát és a neomicin együttes adása is, mint kezelési lehetőség.

## Fordítás
- Ez a szócikk részben vagy egészben  az   Acanthamoeba keratitis című angol Wikipédia-szócikk ezen változatának fordításán alapul.  Az eredeti cikk szerkesztőit annak laptörténete sorolja fel. Ez a jelzés csupán a megfogalmazás eredetét és a szerzői jogokat jelzi, nem szolgál a cikkben szereplő információk forrásmegjelöléseként.